# Erik Johnson
Erik Robert Johnson (* 21. März 1988 in Bloomington, Minnesota) ist ein US-amerikanischer Eishockeyspieler, der seit März 2025 wieder bei der Colorado Avalanche in der National Hockey League (NHL) unter Vertrag steht. Zuvor verbrachte der Verteidiger knapp vier Jahre bei den St. Louis Blues, die ihn im NHL Entry Draft 2006 an erster Gesamtposition ausgewählt hatten, sowie über zwölf Saisons bei der Avalanche, mit der er in den Playoffs 2022 den Stanley Cup gewann. Mit der Nationalmannschaft der USA gewann Johnson die Silbermedaille bei den Olympischen Winterspielen 2010.

## Karriere

### Jugend
Mit 15 Jahren spielte Johnson 2003 in seiner Heimat Minnesota bei der Academy of Holy Angels in Richfield und trug mit seinen 13 Toren und 34 Punkten zum Gewinn des Conference Championships bei. Er besuchte in dieser Saison auch das USA Hockey Select 15 Camp.
Ab der Saison 2004/05 nahm er am USA Hockey National Team Development Program teil und spielte in der Juniorenliga North American Hockey League, wo er in 31 Spielen auf sechs Tore und sechs Assists kam. Im April 2005 nahm er mit der Junioren-Nationalmannschaft an der U18-Weltmeisterschaft teil und konnte die Goldmedaille gewinnen.
2005/06 spielte Johnson anfangs wieder in der NAHL und kam in elf Ligaspielen auf 15 Scorerpunkte, lief im Laufe der Saison aber hauptsächlich in der U18-Klasse des US National Development Program auf, wo er ebenfalls durch seine offensive Spielweise und 34 Punkten in 36 Spielen überzeugen konnte. Im April 2006 nahm Johnson erneut an der U18-Junioren-Weltmeisterschaft teil und hatte als zweitbester Scorer unter den Verteidigern großen Anteil am erneuten Titelgewinn.
Im Juni wurde er als erstes Talent im NHL Entry Draft 2006 von den St. Louis Blues ausgewählt. Doch er entschied sich noch nicht gleich nach dem Draft in die NHL zu wechseln, sondern erst an der University of Minnesota zu studieren. Für deren Eishockeymannschaft spielte er während der Saison 2006/07 und konnte auch dort überzeugen. Im Januar 2007 spielte er bei der U20-Weltmeisterschaft und gewann die Bronzemedaille mit dem US-Team. Zudem wurde er ins All-Star Team gewählt und als bester Verteidiger des Turniers ausgezeichnet.

### NHL

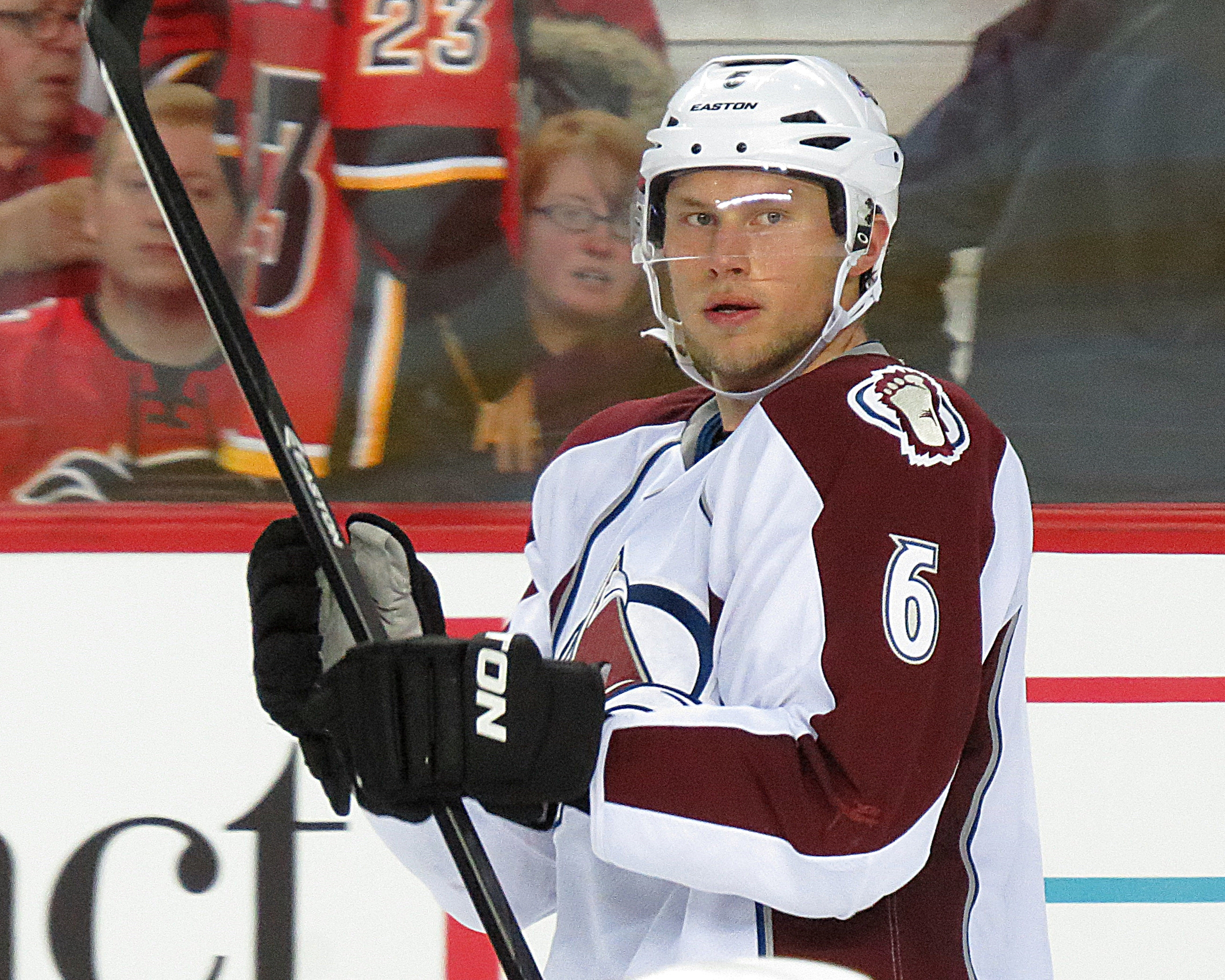
Erik Johnson (2013)

Im April 2007 unterschrieb Johnson schließlich einen Vertrag bei St. Louis Blues und spielte einen Monat später schon bei der Weltmeisterschaft für das Seniorenteam. Sein NHL-Debüt gab er im Herbst zu Beginn der Saison 2007/08. Bereits in seinem zweiten Spiel, am 6. Oktober 2007, konnten er mit dem Siegtreffer im Spiel gegen die Los Angeles Kings sein erstes Tor erzielen. Im Laufe der Saison musste er für einige Spiele auf Grund eines Fußbruches pausieren, konnte aber trotzdem in 69 Spielen fünf Tore erzielen und 28 vorbereiten, womit er unter den Rookie-Verteidigern den zweiten Platz belegte. Vor der Spielzeit 2008/09 nahm er mit den Blues an einem Golfturnier teil. Dabei zog er sich mehrere Bänderrisse zu, als er mit seinem rechten Fuß zwischen Gas- und Bremspedal des Golfmobils stecken blieb. Im November 2008 wurde sein Knie operiert und Johnson verpasste die komplette Saison. In der Saison 2009/10 schoss er in 79 Spielen 10 Tore und gab 29 Torvorlagen. Mit 39 Scorerpunkten war er der Verteidiger der Blues, der die meisten Punkte erzielte.
Am 19. Februar 2011 wurde der Verteidiger in einem Tauschgeschäft von den Blues zusammen mit Jay McClement und einem Erstrunden-Draftpick für den NHL Entry Draft 2011 zu der Colorado Avalanche transferiert, St. Louis erhielt im Gegenzug Verteidiger Kevin Shattenkirk, den Angreifer Chris Stewart sowie einen Zweitrunden-Draftpick für den NHL Entry Draft 2011. Johnson absolvierte für das Franchise aus Denver in der Saison 2010/11 noch 22 Spiele, dabei erzielte der Rechtsschütze zehn Scorerpunkte. Zudem lief er in einigen Partien als Assistenzkapitän der Avalanche auf, ein Amt, das er im Verlauf fest übernahm.
Bei der Weltmeisterschaft 2013 in Stockholm und Helsinki war Johnson erneut Teil der US-Nationalmannschaft und gewann mit dieser die Bronzemedaille. Zudem vertrat er sein Heimatland beim World Cup of Hockey 2016.
In den Playoffs 2022 errang Johnson mit der Colorado Avalanche den Stanley Cup. Nach der Saison 2022/23 endete seine Zeit in Colorado nach zwölf Jahren, da sein auslaufender Vertrag nicht verlängert wurde. In der Franchise-Geschichte der Avalanche hatte auf seiner Position nur Adam Foote (967) mehr Partien als Johnson (717) bestritten. Wenig später schloss er sich Anfang Juli 2023 als Free Agent den Buffalo Sabres an. Von dort wiederum gelangte er im März 2024 im Tausch für ein Viertrunden-Wahlrecht im NHL Entry Draft 2024 zu den Philadelphia Flyers. In deren Trikot bestritt er im November 2024 seine insgesamt 1000. Partie der regulären Saison in der NHL. Nach einem Jahr in Philadelphia kehrte er im März 2025 zur Colorado Avalanche zurück, im Tausch für Givani Smith.

## Erfolge und Auszeichnungen
- 2008 Teilnahme am NHL YoungStars Game
- 2015 Teilnahme am NHL All-Star Game (verletzungsbedingte Absage)
- 2022 Stanley-Cup-Gewinn mit der Colorado Avalanche

### International
| - 2005 Goldmedaille bei der U18-Junioren-Weltmeisterschaft - 2006 Goldmedaille bei der U18-Junioren-Weltmeisterschaft - 2006 All-Star-Team der U18-Junioren-Weltmeisterschaft - 2007 Bronzemedaille bei der U20-Junioren-Weltmeisterschaft | - 2007 Bester Verteidiger der U20-Junioren-Weltmeisterschaft - 2007 All-Star-Team der U20-Junioren-Weltmeisterschaft - 2010 Silbermedaille bei den Olympischen Winterspielen - 2013 Bronzemedaille bei der Weltmeisterschaft |

## Karrierestatistik
Stand: Ende der Saison 2024/25

### International
Vertrat die USA bei:
| - World U-17 Hockey Challenge 2005 - U18-Junioren-Weltmeisterschaft 2005 - U18-Junioren-Weltmeisterschaft 2006 - U20-Junioren-Weltmeisterschaft 2007 | - Weltmeisterschaft 2007 - Olympischen Winterspielen 2010 - Weltmeisterschaft 2013 - World Cup of Hockey 2016 |

(Legende zur Spielerstatistik: Sp oder GP = absolvierte Spiele; T oder G = erzielte Tore; V oder A = erzielte Assists; Pkt oder Pts = erzielte Scorerpunkte; SM oder PIM = erhaltene Strafminuten; +/− = Plus/Minus-Bilanz; PP = erzielte Überzahltore; SH = erzielte Unterzahltore; GW = erzielte Siegtore; 1 Play-downs/Relegation; Kursiv: Statistik nicht vollständig)